# Apeadero Kilómetro 55
Kilómetro 55 era una estación ferroviaria ubicada en la ciudad de Marcos Paz, partido de Marcos Paz, Provincia de Buenos Aires, Argentina.

## Servicios
La estación formaba parte del Ferrocarril Midland de Buenos Aires que unía la Estación Puente Alsina con la ciudad de Carhué. A partir de la nacionalización de 1948, pasó a formar parte del Ferrocarril General Belgrano.
La estación fue deshabilitada en 1977, año en el que el ramal ferroviario fue reducido llegando únicamente a la estación Libertad (y posteriormente, a Marinos del Crucero Gral. Belgrano).